# Il viaggio in cielo di mamma Kusters
Il viaggio in cielo di Mamma Kusters (Mutter Küsters fahrt zum Himmel) è un film del 1975 diretto da Rainer Werner Fassbinder.
Fu presentato in prima assoluta nel luglio del 1975 al Festival del cinema di Berlino, ma la proiezione fu sospesa per le dure proteste del pubblico. Fu distribuito l'anno successivo, in una versione ridotta, per il mercato internazionale col titolo Mother Kuster goes to Heaven.

## Trama
Hermann Kusters, un pacifico operaio di Francoforte, ossessionato dall'ipotesi di licenziamento, prima uccide il figlio del padrone della fabbrica dove lavora e poi si suicida. Sua moglie Emma lo descrive come un padre esemplare in un'intervista, che un cinico giornalista deforma a suo "uso e consumo", dando l'avvio ad una ignobile campagna denigratoria. In breve intorno alla famiglia Kusters si genera una frenetica corsa allo sfruttamento della vicenda. La figlia Corinna, cantante di cabaret, cerca di sfruttare la vicenda per fare carriera; suo fratello Ernest e la moglie abbandonano Mamma Kusters, una coppia di coniugi, "comunisti da salotto", la usano come propaganda per il DKP (Partito Comunista Tedesco).
L'unica che lotta disperatamente per difendere la memoria di Hermann è proprio Emma. Abbandonata da tutti e circondata dall'avidità generale la donna scoprirà a sue spese che la verità è solo un punto di vista. Nel finale, infatti, un anarchico la coinvolgerà nell'occupazione armata del giornale da cui è partita la campagna diffamatoria. Una didascalia finale informa che Mamma Kusters muore, accidentalmente, nel blitz delle forze di sicurezza.